# Шайгуши (Темниковский район)
Шайгуши  — поселок в составе  Бабеевского сельского поселения Темниковского района Республики Мордовия.

## География
Находится на расстоянии примерно 6 километров по прямой на юг от районного центра города Темников.

## История
Основан в начале 1930-х годах переселенцами из деревни Старая Кярьга . Год основания указан неверно.

## Население
Постоянное население составляло 36 человек (русские 78%) в 2002 году, 14 в 2010 году .